# Canard noirâtre
Anas sparsa
Espèce
Statut de conservation UICN

 LC  : Préoccupation mineure
Le Canard noirâtre (Anas sparsa), également appelé canard noir d'Afrique, est une espèce de palmipèdes appartenant à la famille des Anatidae.

## Sous-espèces
Selon la classification de référence du Congrès ornithologique international (version 15.1, 2025) :
- Anas sparsa leucostigma Rüppell, 1845 — centre-sud de l'Afrique subsaharienne (aire fragmentée) bec rosâtre ;
- Anas sparsa sparsa Eyton, 1838 — Afrique australe.